# Noordodes magnificalis
Noordodes magnificalis là một loài bướm đêm trong họ Crambidae.